# Verkehrsrecht
Das Verkehrsrecht ist Teil des Verkehrswesens und umfasst im weitesten Sinne sämtliche Rechtsnormen, die mit dem Verkehr, also der Ortsveränderung von Personen und Gütern, in Verbindung stehen. Es ist sehr komplex, da es sich aus verschiedensten Vorschriften des öffentlichen Rechts und des Privatrechts zusammensetzt. Aufgrund der Verschiedenheit der zu regelnden Anforderungen kann es nur schwer in einer Kodifikation erfasst werden und ist daher einer detaillierten Gesetzgebung unterzogen. Neben der Sorge für eine funktionierende Verkehrsinfrastruktur ist das Verkehrsrecht einer der beiden großen Aufgabenbereiche der Verkehrspolitik.

## Systematisierung
Eine mögliche Einteilung stellt die Unterscheidung in Vorschriften des öffentlichen
Rechts und in Vorschriften des Privatrechts dar. Zum öffentlichen Verkehrsrecht zählen das Verkehrsverwaltungsrecht (zum Beispiel Erteilung oder Entzug einer Fahrerlaubnis) und das Verkehrsstraf- und -bußgeldrecht (zum Beispiel Verwarngeld wegen Parkverstoß). Das private Verkehrsrecht lässt sich unterteilen in Verkehrsvertragsrecht (zum Beispiel Frachtvertrag oder Gewährleistungsrecht beim Autokauf) und Verkehrshaftungsrecht (zum Beispiel Schadenersatz und verkehrsversicherungsrechtliche Vorschriften).
Eine weitere mögliche Unterteilung des Verkehrsrechts ist eine Einteilung in allgemeines Verkehrsrecht und besonderes Verkehrsrecht. In Anlehnung an die verschiedenen Verkehrsträger gliedert sich das besondere Verkehrsrecht in Schienenverkehrsrecht, Straßenverkehrsrecht, Luftfahrtrecht, Wasserverkehrsrecht und Seerecht.

## Straßenverkehrsrecht

### Europäische Union
In der Europäischen Union werden durch die folgenden Richtlinien einheitliche Mindeststandards für die einzelnen Mitgliedsländer im Verkehrsrecht geschaffen:
- EWG-Richtlinie 70/156/EWG des Rates vom 6. Februar 1970 zur Angleichung der Rechtsvorschriften der Mitgliedstaaten über die Betriebserlaubnis für Kraftfahrzeuge und Kraftfahrzeuganhänger (Harmonisierung der Fahrzeugklassen)[1]
- EG-Richtlinie 1999/37/EG des Rates vom 29. April 1999 über Zulassungsdokumente für Fahrzeuge,[2] geändert durch die Richtlinie 2003/127/EG
- Richtlinie 2003/127/EG der Kommission vom 23. Dezember 2003 zur Änderung der Richtlinie 1999/37/EG des Rates über Zulassungsdokumente für Fahrzeuge[3]
- EWG-Richtlinie 91/439/EWG des Rates vom 29. Juli 1991 über den Führerschein[4]
- Richtlinie 2006/126/EG über den Führerschein
- Richtlinie 2011/82/EU (Verkehrsdelikte-Richtlinie), aufgehoben durch Richtlinie (EU) 2015/413
- Richtlinie (EU) 2015/413 (Verkehrsdelikte-Richtlinie)

### Deutschland
Im Straßenverkehr ist das Straßenverkehrsrecht im Alltag jedes Bürgers von großer Bedeutung. Das Verkehrsrecht stellt aber kein klassisches Rechtsgebiet im juristischen Sinne dar, sondern setzt sich aus folgenden Teilgebieten zusammen:
- Verkehrszivilrecht, speziell als Haftungsrecht (Schadensersatz und Schmerzensgeld nach einem Verkehrsunfall) und Vertragsrecht (Autokauf und Leasing samt Vertragsgestaltung sowie die zugehörigen Gewährleistungsansprüche).
- Verkehrsordnungswidrigkeitenrecht, insbesondere durch Bußgeldbescheide und Eintragung in das Flensburger Fahreignungsregister (FAER) sowie Fahrverbote.
- Verkehrsstrafrecht, üblicherweise als Unerlaubtes Entfernen vom Unfallort (§ 142 StGB), Gefährlicher Eingriff in den Straßenverkehr oder Gefährdung des Straßenverkehrs (§ 315 b StGB oder § 315 c StGB), wobei regelmäßig ein Fahrverbot oder die Entziehung der Fahrerlaubnis droht.
- Verkehrsverwaltungsrecht (Erteilung und Entziehung der Fahrerlaubnis, Fahrtenbuchauflage und Abschleppmaßnahmen)
- Versicherungsrecht, insbesondere mit Anknüpfungspunkten der Haftpflichtversicherung, Teilkasko- oder Vollkaskoversicherung.

Die Rechtsvorschriften über Planung, Straßenbaulasten und Straßennutzung gehören im engeren Sinn nicht zum Verkehrsrecht, sondern werden mit dem Oberbegriff „Straßenwegerecht“ zusammengefasst.
Wesentliche Regelungsmaterien sind das Straßenverkehrsgesetz (StVG), die Straßenverkehrsordnung (StVO), die Straßenverkehrs-Zulassungs-Ordnung (StVZO), die Fahrzeugzulassungsverordnung (FZV) und die Fahrerlaubnisverordnung (FeV). Das Straßenverkehrsrecht ist damit typisches Ordnungsrecht, das durch Bundesrecht bestimmt wird. Für die einzelnen Rechtsbereiche sind unterschiedliche Behörden (zum Beispiel Straßenverkehrsbehörde, Ordnungsamt, Staatsanwaltschaft) aber auch Beliehene (Private, die mit der Ausübung hoheitlicher Aufgaben betraut sind – das bekannteste Beispiel hierfür ist der TÜV) zuständig.
Das Straßenverkehrsrecht (als „Recht der Straße“) ist an die Widmung der Straße nach Straßenrecht gebunden, jedoch gilt das Straßenverkehrsrecht auch auf (nichtgewidmeten) Privatstraßen, wenn auf diesen allgemeiner Verkehr stattfindet. Es bezieht sich auf die Regelung der Sicherheit und Leichtigkeit des Verkehrs auf der Straße. Es findet überall dort Anwendung, wo eine Verkehrsfläche für die Allgemeinheit zugänglich ist, wo also mit anderen Worten öffentlicher Verkehr stattfindet.
Die größte Vereinigung von auf Verkehrsrecht spezialisierten Anwältinnen und Anwälten in Deutschland ist die Arbeitsgemeinschaft Verkehrsrecht des DAV e.V mit über 6.000 Mitgliedern. Des Weiteren besteht der Verband deutscher VerkehrsrechtsAnwälte als eigenständiger Verein.

### Österreich
Das Straßenverkehrsrecht (in Österreich als Rechtsmaterie Straßenverkehrs- und Kraftfahrrecht genannt) wird hier durch eine Reihe von Gesetzen und Verordnungen geregelt. Die wichtigsten sind:
- Straßenverkehrsordnung (StVO)
- Kraftfahrgesetz (KFG)
- Führerscheingesetz (FSG)

## Straßen- und Wegerecht

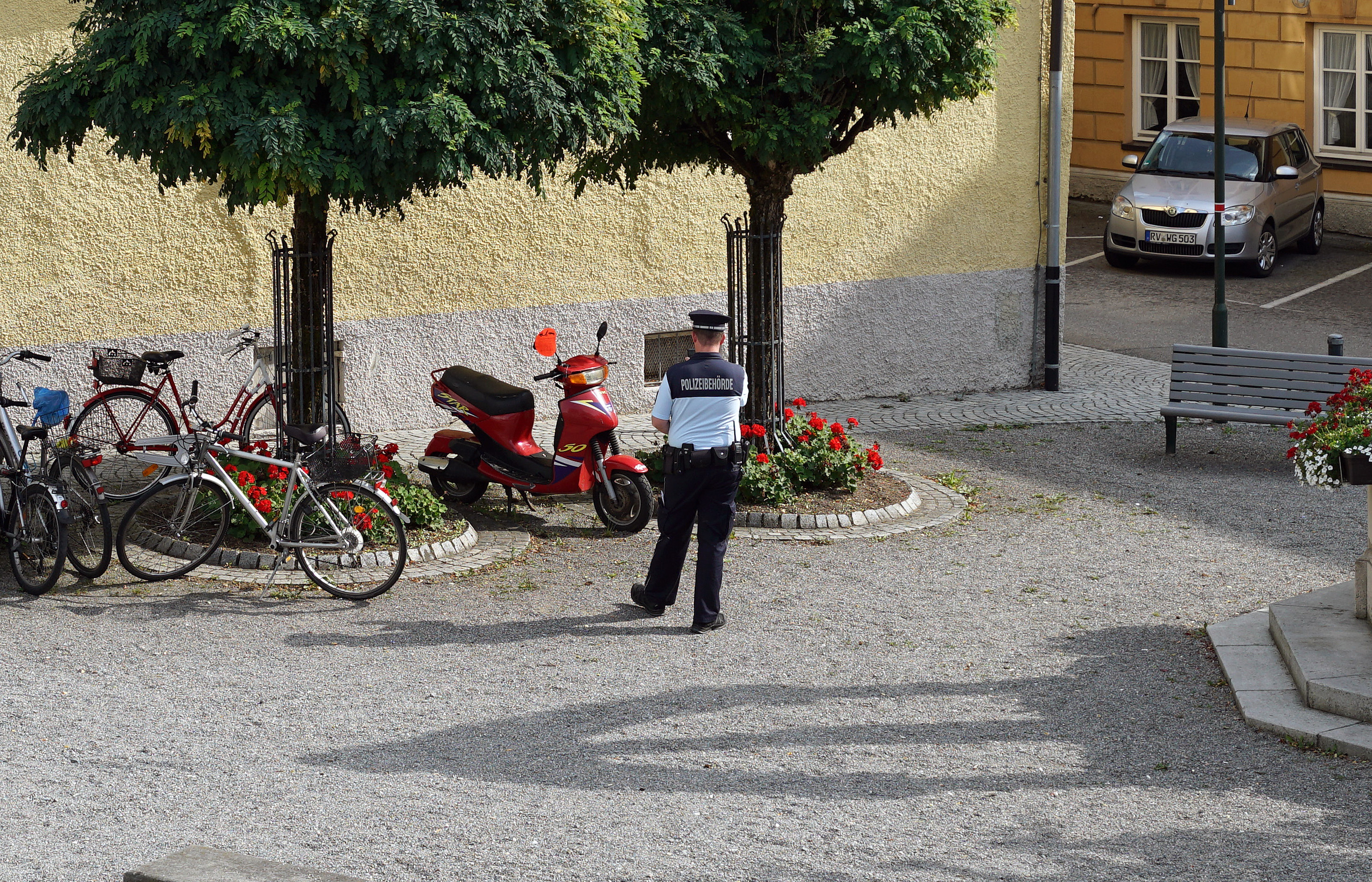
Ein Mitarbeiter einer Polizeibehörde im baden-württembergischen Bad Waldsee: Eine Polizeibehörde überwacht im Straßen- und Wegerecht etwa, ob ein Kraftfahrzeug innerhalb eines Gemeingebrauchs genutzt wird oder ob eine Sondernutzung vorliegt.

Das Straßen- und Wegerecht ist kein Verkehrsrecht, bestimmt es aber als „Recht an der Straße“ und gehört daher zum öffentlichen Recht. Das Straßenrecht ist vorrangiges Recht, das im Regelfall Landesrecht ist (Straßengesetz), Bundesrecht nur im Bereich der Bundesfernstraßen (Bundesstraßen und Autobahnen, Bundesfernstraßengesetz). Es bestimmt die Benutzung der Straße im Rahmen der Widmung. Die Widmung sieht mehrere Gebrauchsformen vor: den Gemeingebrauch, den Anliegergebrauch, die öffentlich-rechtliche Sondernutzung und die zivilrechtliche Sondernutzung. Zuständige Behörde ist der Straßenbaulastträger bzw. die Straßenaufsichtsbehörde.

## Personen- und Güterverkehr international
Ergänzend zu nationalen Regelungen gibt es zwischenstaatliche Vereinbarungen, die vor allem den Personen- und Gütertransport auf der Straße regeln. So findet sich das Internationale Abkommen über Kraftfahrzeugverkehr vom 24. April 1926 im deutschen Recht als IntKfzV wieder. Gerade im Güterverkehr gibt es aber eine ganze Reihe an Normen aus dem europäischen Recht, die teilweise in nationales Recht umgesetzt wurden bzw. unmittelbar gelten. Das Übereinkommen über den Beförderungsvertrag im internationalen Straßengüterverkehr (CMR) vereinheitlicht Teile des internationalen Transportrechts.
Bundesaufsichtsbehörde v. a. für den technischen Bereich des Straßenverkehrs ist das Kraftfahrtbundesamt (KBA) mit Sitz in Flensburg-Mürwik.

## Luftfahrtrecht
Im Luftverkehr bezeichnen Verkehrsrechte zunächst internationale Vereinbarungen über die Verkehrszulassung von Fluglinien, siehe auch Freiheiten der Luft.
Das eigentliche Luftfahrtrecht umfasst nicht nur nationale, sondern in großem Umfang auch internationale Rechtsvorschriften. Internationales Einheitsrecht wurde insbesondere durch das Warschauer Abkommen vom 12. Oktober 1929 und das daran anknüpfende Montrealer Übereinkommen vom 28. Mai 1999 geschaffen sowie im Geltungsbereich des Rechts der Europäischen Union durch die EG-Verordnung (EG) Nr. 261/2004 vom 11. Februar 2004 (weiteres s. Fluggastrechte).
Bundesaufsichtsbehörde v. a. für den technischen Bereich des Luftverkehrs ist das Luftfahrt-Bundesamt (LBA) mit Sitz in Braunschweig.

## Eisenbahnrecht
Das Eisenbahnrecht umfasst alle Vorschriften für den Bau und Betrieb von Schienenfahrzeugen. Das bisher überwiegend national aufgebaute Vorschriftenwesen wird in zunehmendem Umfang ebenfalls von internationalen Vereinbarungen bestimmt. In Deutschland ist dabei das Allgemeine Eisenbahngesetz (AEG), die Eisenbahn-Verkehrsordnung (EVO), sowie die Eisenbahn-Bau- und Betriebsordnung (EBO) von besonderer Bedeutung. Im internationalen Eisenbahnverkehr wurde durch das Übereinkommen über den internationalen Eisenbahnverkehr (COTIF) und die dazugehörigen Anhänge A (CIV, Personenverkehr) und B (CIM, Güterverkehr) Einheitsrecht geschaffen.
Eine Sonderform des Verkehrsrechts ist das Magnetschwebebahnrecht. Bundesaufsichtsbehörde sowohl für Eisenbahnen wie für Magnetschwebebahnen (dies sind juristisch keine Eisenbahnen!) ist das Eisenbahnbundesamt (EBA) mit Sitz in Bonn.
Straßen- und U-Bahnen unterliegen der Bau- und Betriebsordnung für Straßenbahnen; sie werden von dafür bestimmten Behörden der einzelnen Bundesländer überwacht. Schmalspurbahnen unterliegen der Eisenbahn-Bau- und Betriebsordnung für Schmalspurbahnen (ESBO), die ebenfalls von den Ländern überwacht wird.

## Recht der Wasserstraßen
Die dem allgemeinen Verkehr dienenden Wasserstraßen (große Flüsse und Kanäle einschließlich der durchflossenen Seen als Bundeswasserstraßen) befinden sich in Deutschland im Eigentum des Bundes, der das Wegerecht für die Bundeswasserstraßen und das Verkehrsrecht für die Binnenschifffahrt setzt. Das Wegerecht für die sonstigen Wasserstraßen ist Landesrecht. Es gibt diverse Rechtsvorschriften über die Nutzung bis hin zu den Zulassungen für die Führung von Schiffen aller erdenklichen Größenklassen.

## Seerecht
Das Seerecht entstammt im Wesentlichen internationalen Übereinkünften (ergänzend kann aber immer auch nationales Recht eine Rolle spielen). Bedeutend sind neben den Schiffsregistern vor allem die Seegerichte und die Anforderungen für den Erwerb des Kapitänspatentes.

## Weitere Verkehrsmittel
Neben den klassischen Verkehrsmitteln, die bereits im Artikel aufgezählt werden, gibt es auch weitere Verkehrsmittel. So unterliegen beispielsweise Zahnradbahnen zusätzlichen Vorschriften, für Seilbahnen gibt es ebenfalls eigene Regelungen, ebenso für Grubenbahnen. Teilweise führt das zu echten Obskuritäten, so musste beispielsweise das Land Mecklenburg-Vorpommern aufgrund einer EU-Richtlinie ein Seilbahngesetz schaffen, obwohl es im Land keine Seilbahn gibt.

## Belege
1. ↑  Richtlinie 70/156/EWG in der konsolidierten Fassung vom 4. Juli 2006
2. ↑  Richtlinie 99/37/EG (PDF)
3. ↑  Richtlinie 2003/127/EG (PDF)
4. ↑  Richtlinie 91/439/EWG (PDF)